# Schule Hinter der Kirche 4
Die ehemalige Schule Hinter der Kirche 4, nördlich der St. Willehadikirche in der niedersächsischen Stadt Osterholz-Scharmbeck, stammt aus der Mitte des 18. Jahrhunderts. Aktuell (2025) wird es als Wohn- und Geschäftshaus genutzt.
Das Gebäude steht unter Denkmalschutz (siehe auch Liste der Baudenkmale in Osterholz-Scharmbeck).

## Geschichte und Beschreibung
Scharmbeck wurde 1043 erstmals urkundlich erwähnt und St. Willehadi 1150 gebaut sowie 1745 auf ihre jetzige Größe erweitert. Zeitgleich entstand neben der Kirche wegen der schnell wachsenden Einwohnerzahl die Schule der Kirche.
Das eingeschossige traufständige Gebäude in verputztem Fachwerk mit Steinausfachungen und ziegelgedecktem Krüppelwalmdach mit Schleppgaube wurde 1753 (Inschrift) als Schule mit zwei Klassenräumen für bis zu 200 Kinder und der Lehrerwohnung im Obergeschoss gebaut. Seitlich steht ein kleiner Anbau mit Satteldach und einem Eingang. Um 1791 betrug das Schulgeld 36 Grote. 1823 erwarb der Bäckermeister Sagehorn das Gebäude und eröffnete eine Bäckerei. Die Schule zog zur heutigen Marktstraße 7 um. 1831 kaufte der Bäcker Johann Diedrich Spilner das Haus und betrieb bis 1859 die Bäckerei. 1899 wohnte hier der zweite Pastor in Scharmbeck, Rektor Georg Friedrich Fiedler aus Bremervörde, und ab 1937 der Geschäftsführer J. D. Davidsohn. 1967 war das Haus Dienstwohnung des Superintendenten Dr. Parpert.
Das Landesdenkmalamt befand u. a.: „… ortsgeschichtlicher, gebäudetypischer und ortsbildprägender Zeugniswert …“